# Святой Нос (полуостров, Бурятия)
Свято́й Нос (бур. Хилмэн хушуун — «морда осетра») — крупнейший полуостров на Байкале, часть территории Республики Бурятия (Баргузинский район). С прилегающими водами Байкала входит в Забайкальский национальный парк. Крупнейший населённый пункт — посёлок Курбулик.

## География
Площадь полуострова — 596 км², длина — 53 км, наибольшая ширина — 20 км. Высшая точка — гора Маркова, 1878 м.
Водораздельный хребет Святого Носа протягивается с юго-запада на северо-восток параллельно подводному Академическому хребту, и в центральной части относится к зоне высокогорной тундры.
Чивыркуйский перешеек (средняя ширина 10 км), соединяющий Святой Нос с материком, разделяет Чивыркуйский и Баргузинский заливы. Несколько тысячелетий назад Святой Нос был островом и отделялся от берега нешироким проливом. Впоследствии, из-за намыва песка и земли реками Малый Чивыркуй и Баргузин, и наноса песка ветрами образовался Чивыркуйский перешеек, соединивший остров с материком. На перешейке находится озеро-сор Арангатуй, связанное протокой с Чивыркуйским заливом.
На полуострове есть горячий источник Змеиный (у берега бухты Змеиной Чивыркуйского залива), на перешейке расположены Кулиные болота, знаменитые своими газовыми грифонами.
Наиболее крупная река на полуострове — Крестовская, течёт с водораздельного хребта на северо-восток и впадает в бухту Змеиную Чивыркуйского залива. Река Буртуй бежит с хребта на юго-восток и впадает в озеро Малый Арангатуй на перешейке. Также здесь протекает большое количество ручьёв, которые, скатываясь с большой высоты, образуют в скальных породах горных склонов узкие ложбины.
От посёлка Монахово и местности Глинки проложены тропы на вершину полуострова, откуда к северо-западу от Святого Носа открывается вид на Ушканьи острова, к северо-востоку — на Баргузинский хребет.

## История
Бурятские шаманы издавна проводили на Святом Носе ритуальные церемонии почитания духов природы. Исконное название полуострова на бурятском языке: Хилмэн хушуун, что означает «морда осетра».
В XVII—XVIII веках русские землепроходцы под «носом» подразумевали мыс и Святым Носом первоначально назывался юго-западный мыс полуострова — Нижнее Изголовье, где до недавнего времени существовал посёлок Святой Нос. Затем название перешло на весь полуостров.
В 1981 году в результате столкновения с горой на полуострове Святой Нос потерпел катастрофу Ил-14М, выполнявший рейс по маршруту Северомуйск—Нижнеангарск—Усть-Баргузин—Улан-Удэ. В результате авиакатастрофы погибли 48 человек.

## Галерея

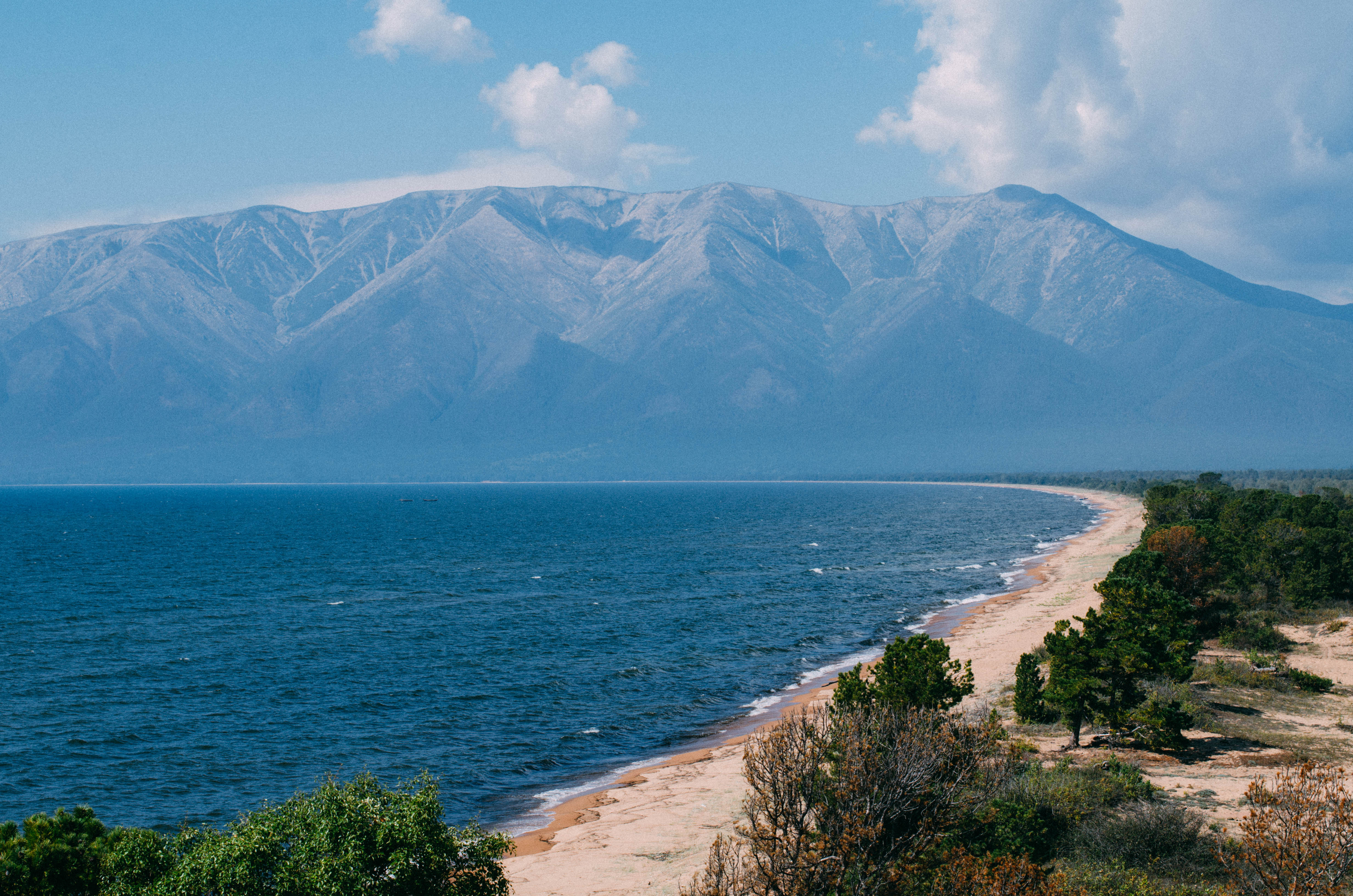
Залив и горы
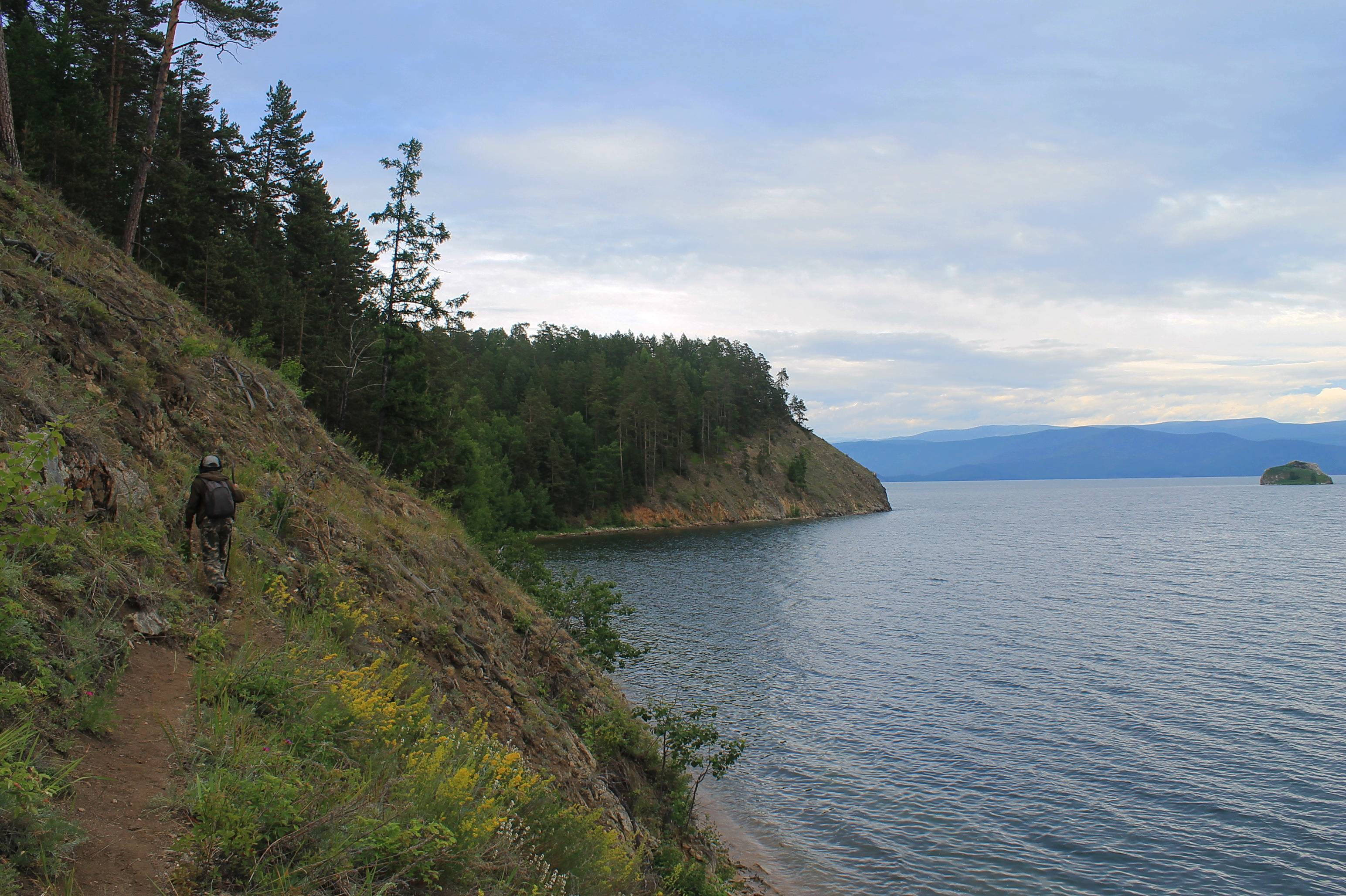
Тропа на полуострове
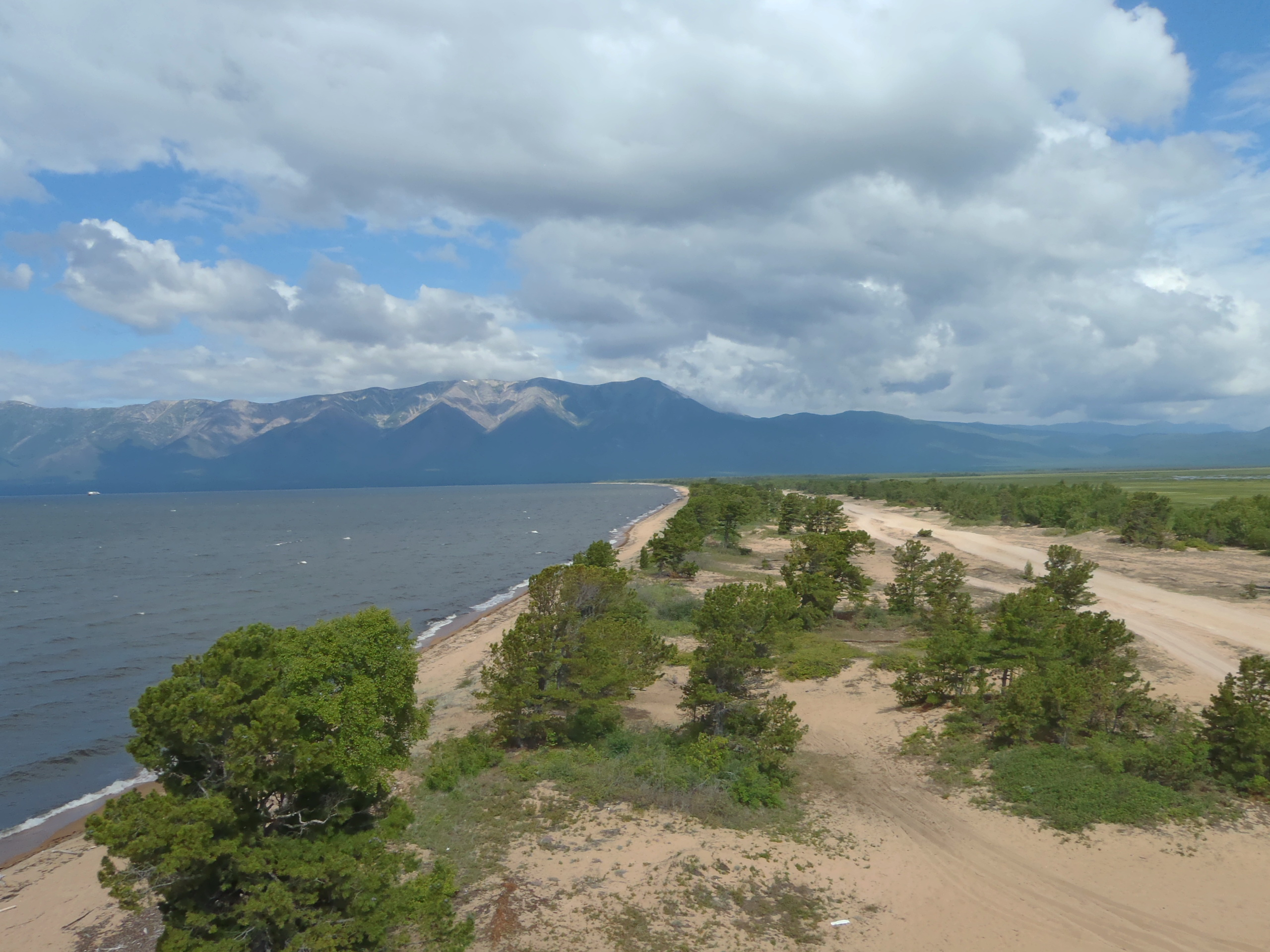
Вид на полуостров
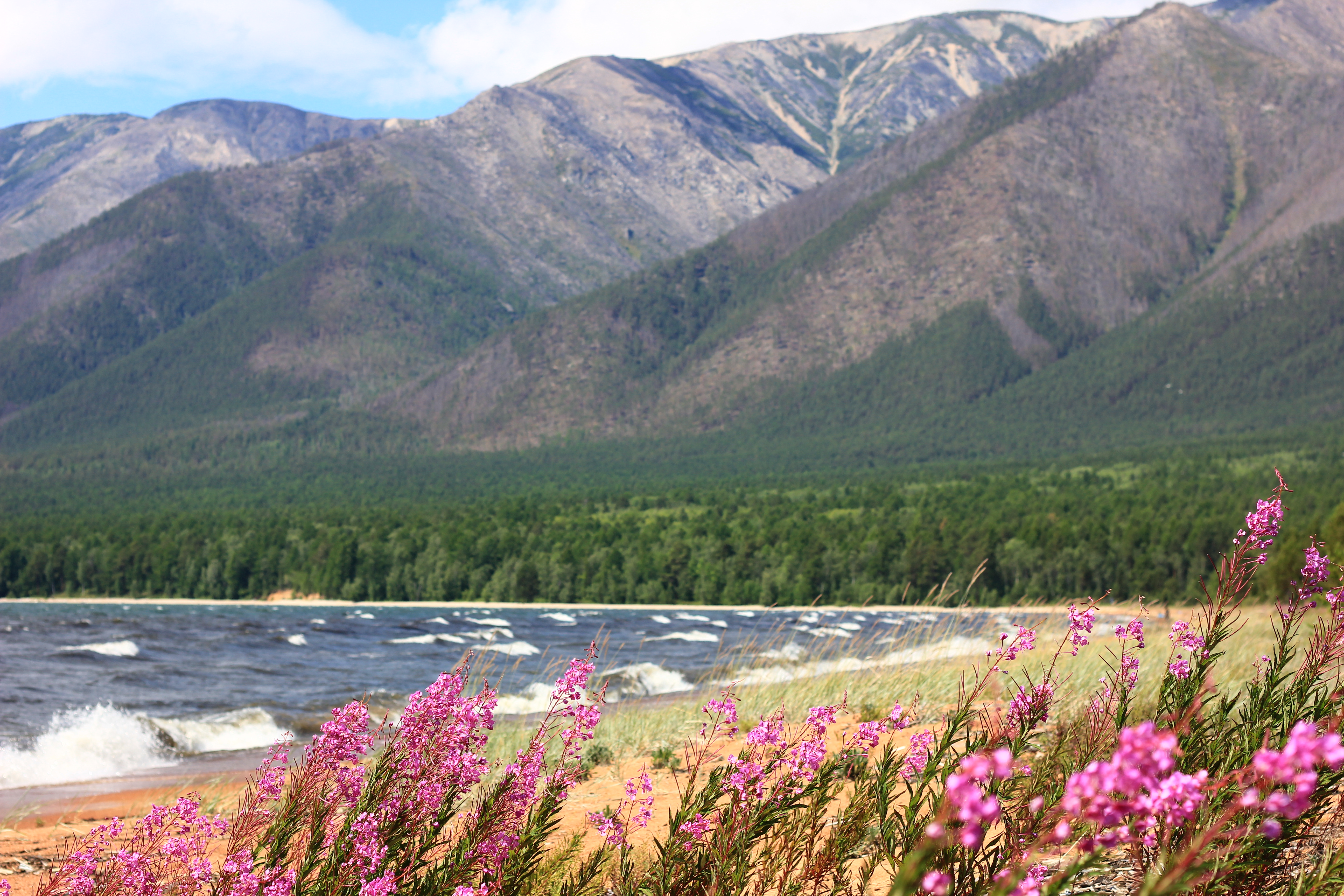
Побережье
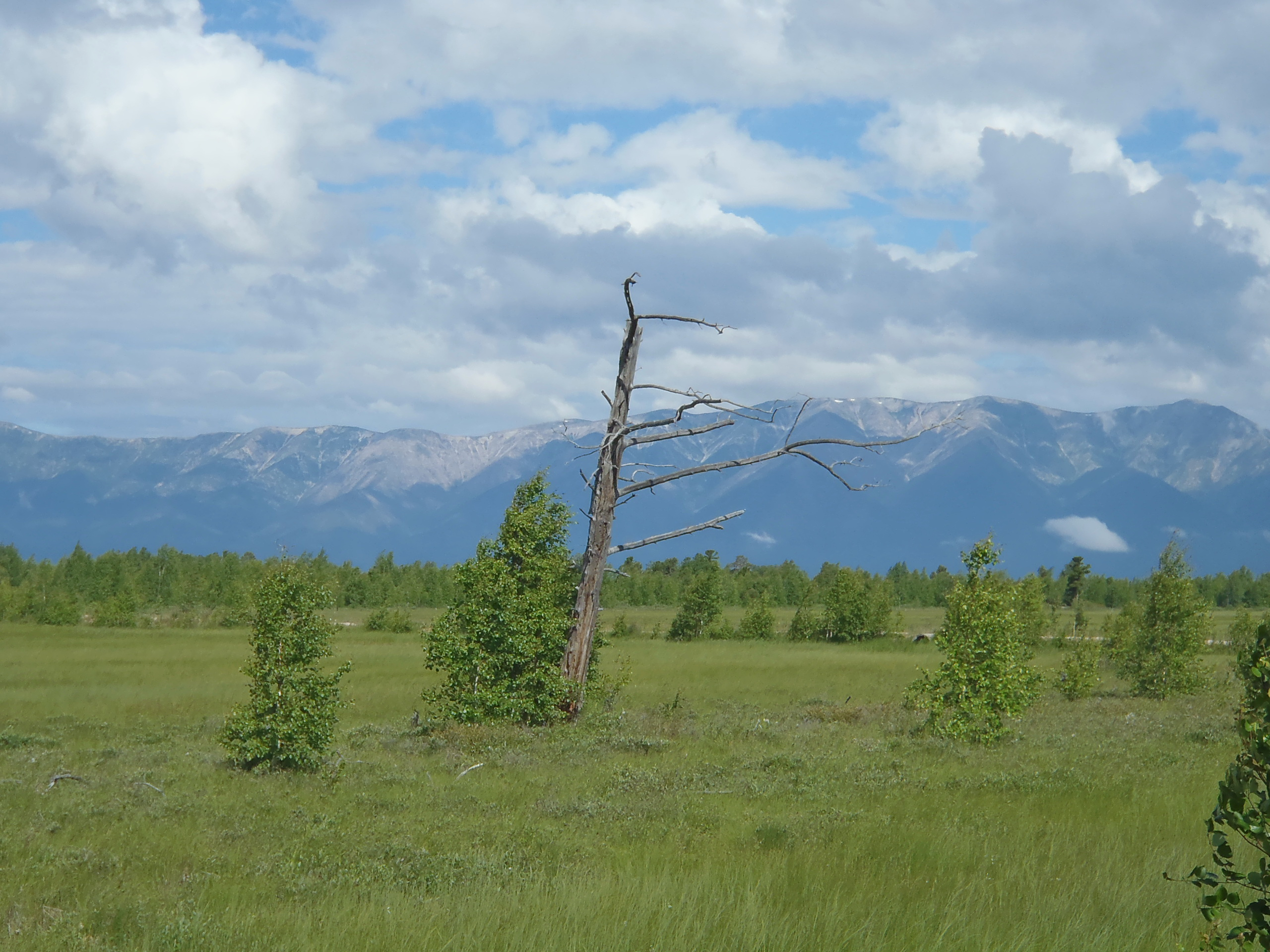
Панорама гор
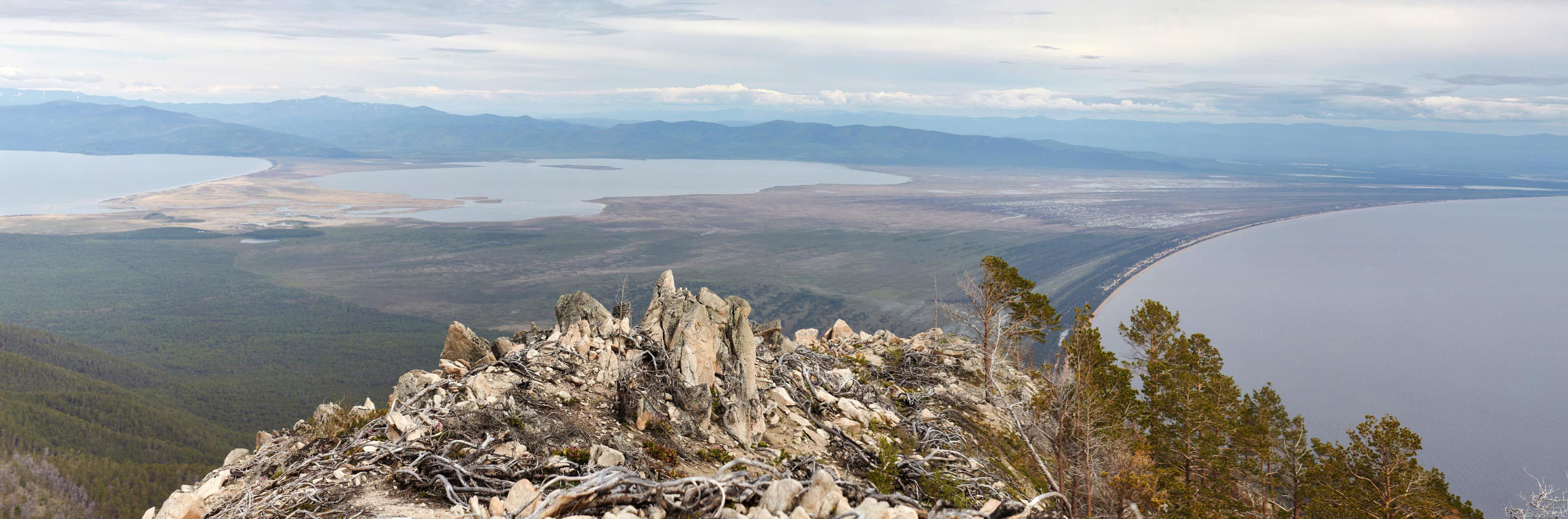
Вид с Тропы Испытаний на полуостров Святой Нос
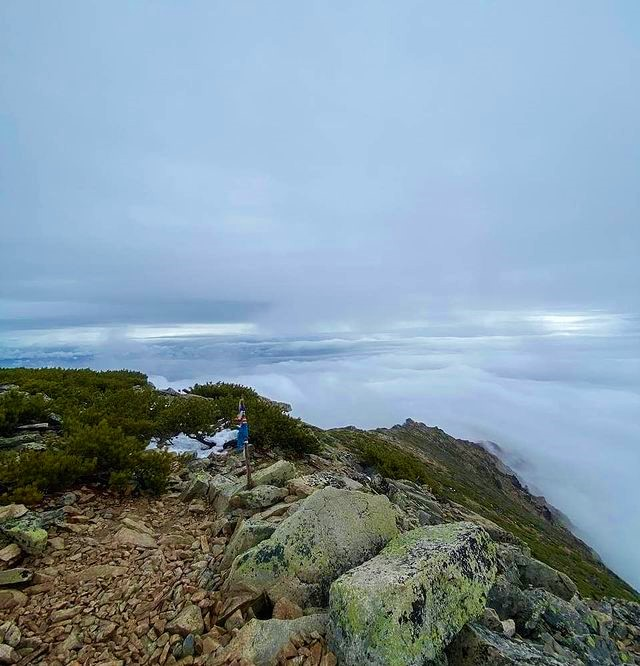
Место проведения шаманских обрядов
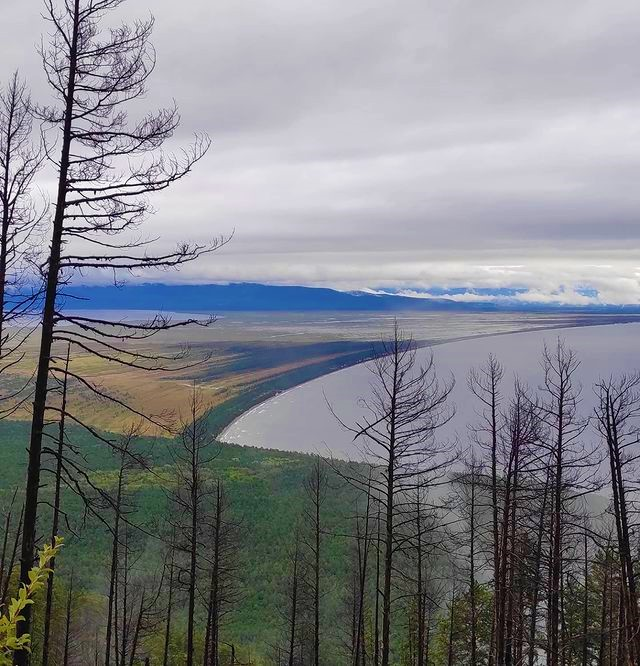
Вид с вершины горы. Сентябрь 2021 года